# Теодор Руссо
Теодор Руссо (фр. Théodore Rousseau; 15 квітня, 1812, Париж — 22 грудня, 1867, Барбізон) — французький художник-пейзажист, графік. Вважається засновником так званої Барбізонської школи.

## Життєпис

### Ранні роки
Майбутній художник мав просте, нешляхетне походження. був сином кравця. Був слабкою, хворобливою дитиною. Батьки відвезли хлопця в село, де той мешкав до дев'яти років. В цьому віці його забрали знову до Парижу. Перші художні навички отримав від дяді, художника-аматора. Художником (тільки мало відомим) стане і його брат — Філіп Руссо.

### Навчання та початок творчого шляху
Батько бажав для сина кар'єри в бізнесі, але той наполягав на художньому навчанні. І батько підкорився, у віці 15 років юнак став учнем художника-пейзажиста Жана Шарля Ремона. Отримавши дозвіл на копіювання картин в музеї Лувр, Теодор Руссо зупинився на картинах голладців 17 століття, переважно пейзажистах. Це і обумовило подальші пошуки митця, його смаки, його жанр.

### 1831 рік
У 1831 році Т. Руссо подав заявку на участь в Паризькому салоні. І перша виставка відбулася з його картиною. Але консервативне, академічно налаштоване журі не брало його картин подальші чотири роки. Хворобливий і ображений художник відсахнувся від Паризьких салонів і не давав туди своїх картин до реформ 1848 року. Лише суттєві зміни в журі та більш лояльні правила прийняття картин в салон після заворушень 1848 року повернули його твори на виставки.

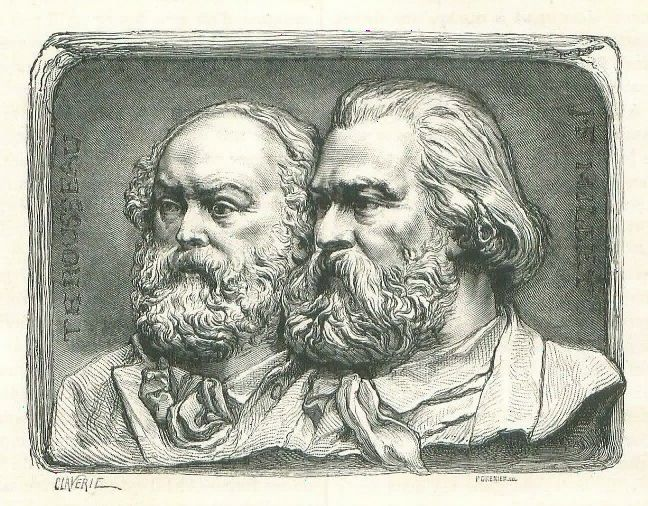
Анрі Шапу. Барельєф Теодора Руссо та Жана-Франсуа Мілле на скелі у лісі Фонтенбло, 1884

### Село Барбізон
У пошуках мотивів для картин Теодор мандрував французькими провінціями. Він побував у Ліоні, Руані, приїздив до  Нормандії. У 1827 році митець вперше відвідав село Барбізон. Близьке до Парижа, далеке від доглянутих та геометричних садів Версаля, село привабило дешевизною помешкань та їжі, незайманою природою. У 1848 р. Теодор оселився у Барбізоні. Пізніше його сусідом стане багатодітний Жан-Франсуа Мілле, потім приєднаються Діаз де ла Пенья, Жюль Дюпре, Шарль-Франсуа Добіньї, Ніколя-Луї Каба. Так склалась творча група митців — переважно пейзажистів, котрих пізніше назвали Барбізонською школою.

### Неприємності
Хворобливий художник не відрізнявся привітністю. Стосунки з меценатами та урядовцями були досить погані. Обережний Діаз де ла Пенья вже мав Орден почесного легіону, хоча починав пізніше за Теодора. У 1861 р. Теодор спробував зробити аукціонний продаж своїх картин, але той був невдалим. Французьку публіку Теодор Руссо не підкорив, і, розчарований, навіть прагнув емігрувати з Франції. Приятель з близького оточення Руссо покінчив життя самогубством. Дружина Теодора довго хворіла і згодом збожеволіла.

### Смерть
Після подорожі на Монблан художник захворів на запалення легенів. Пізніше приєдналося безсоння і він захворів. У серпні 1867 р. переніс перший інсульт, який повторився восени.
22 грудня 1867 р. в Барбізоні він помер.

### Картинна галерея

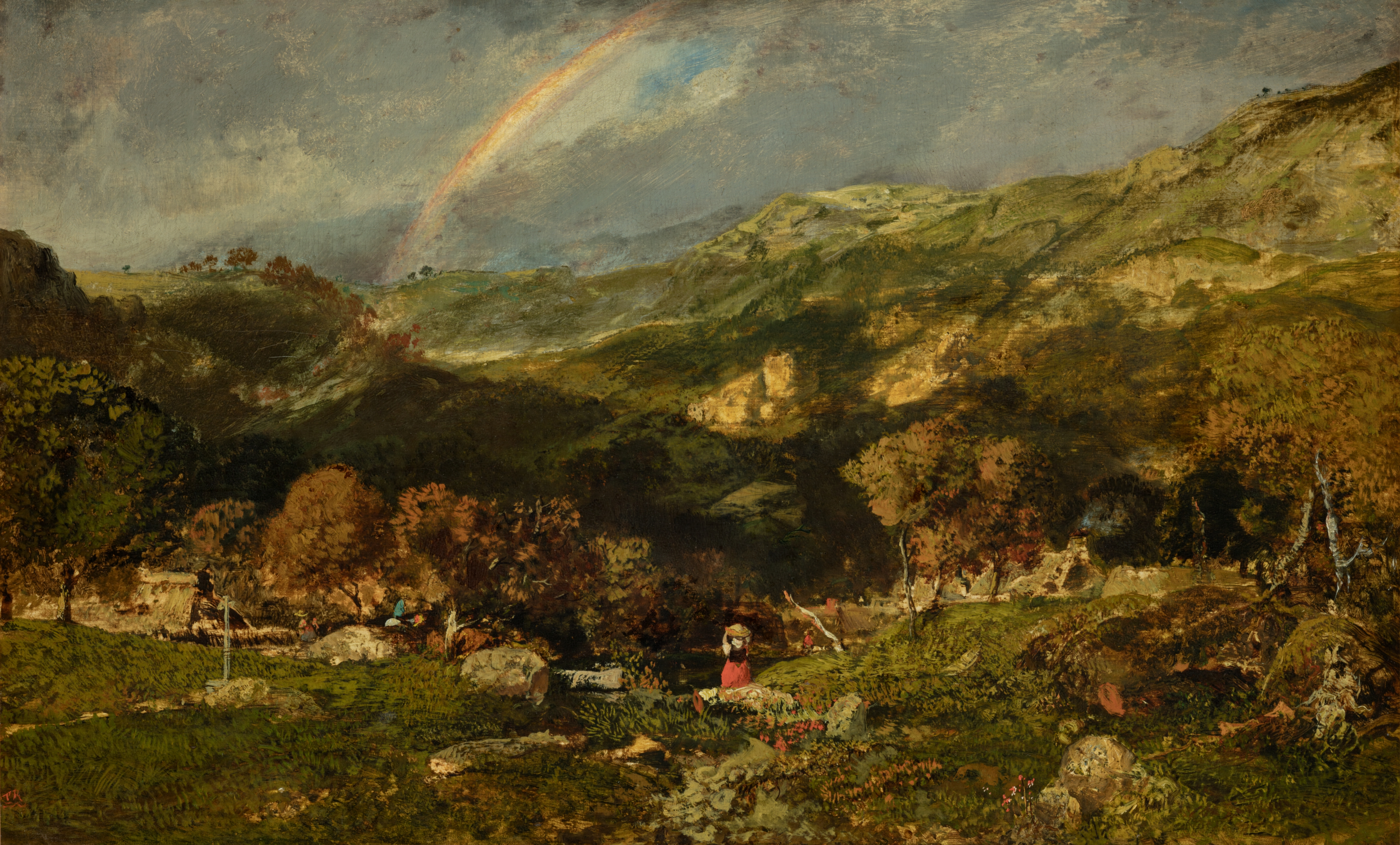
Краєвид після зливи, 1835. Національна галерея (Прага)
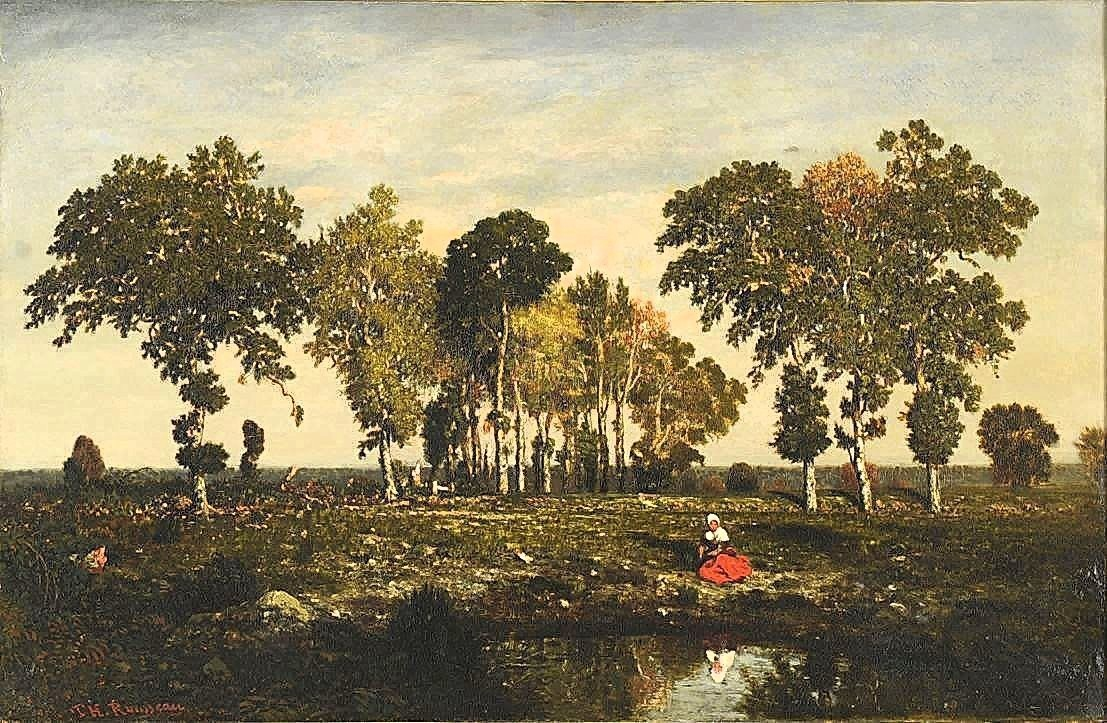
Ставок, 1842. Музей образотворчого мистецтва, Реймс
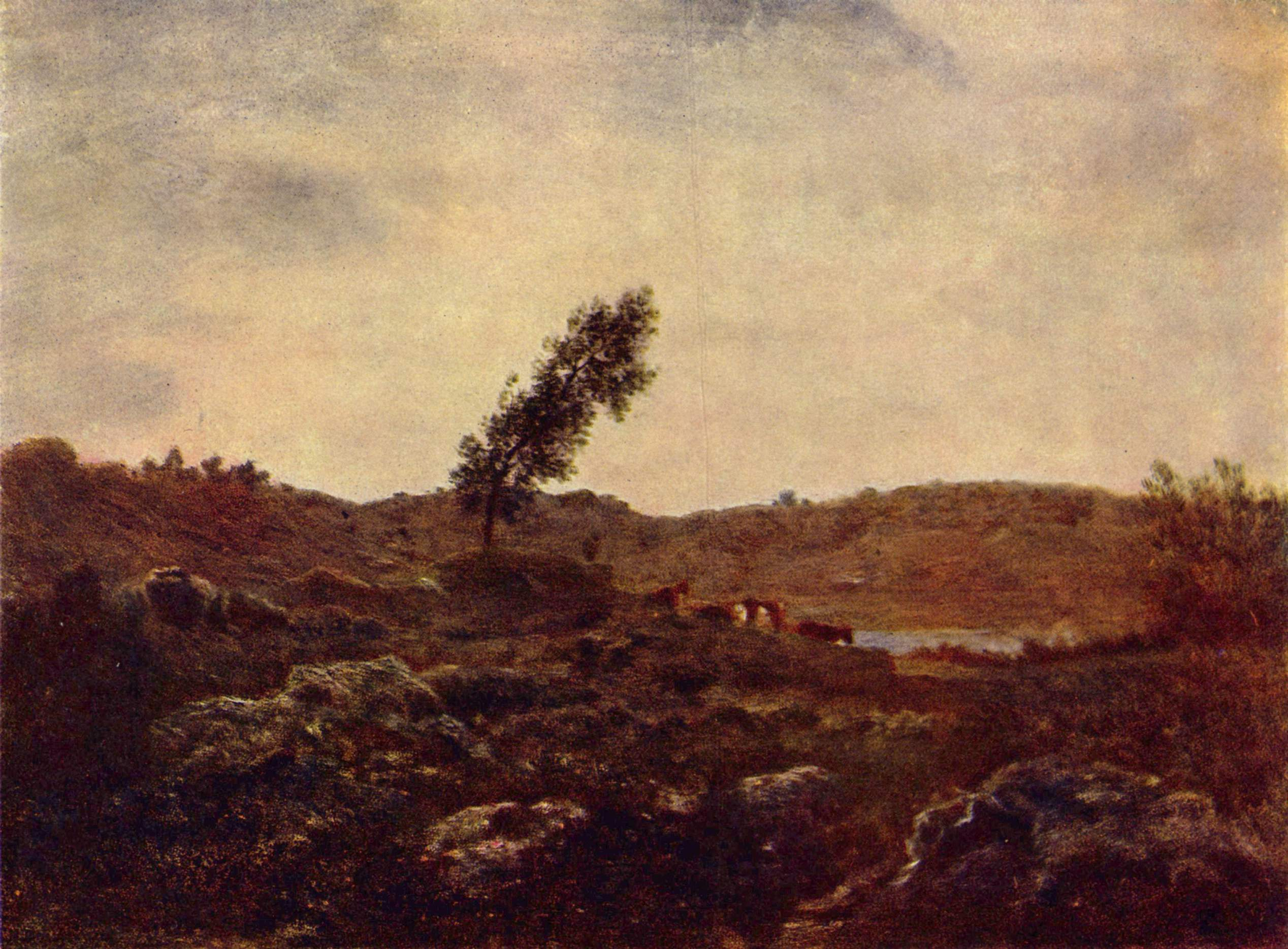
Краєвид у Барбізона,  близько 1850 р. Державний музей образотворчих мистецтв імені О. С. Пушкіна
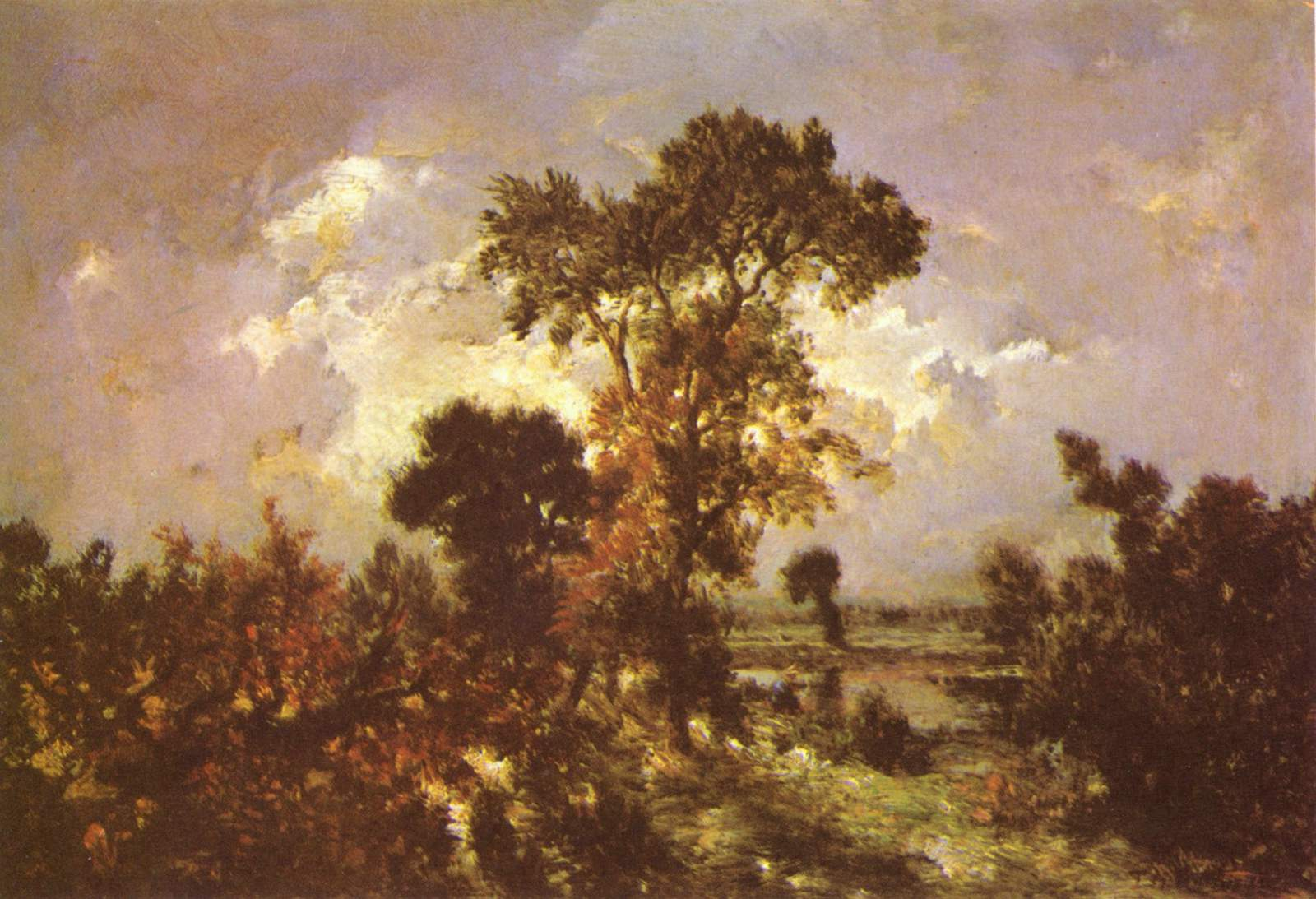
Краєвид з маленьким рибалкою, близько 1848-1849. Музей д'Орсе
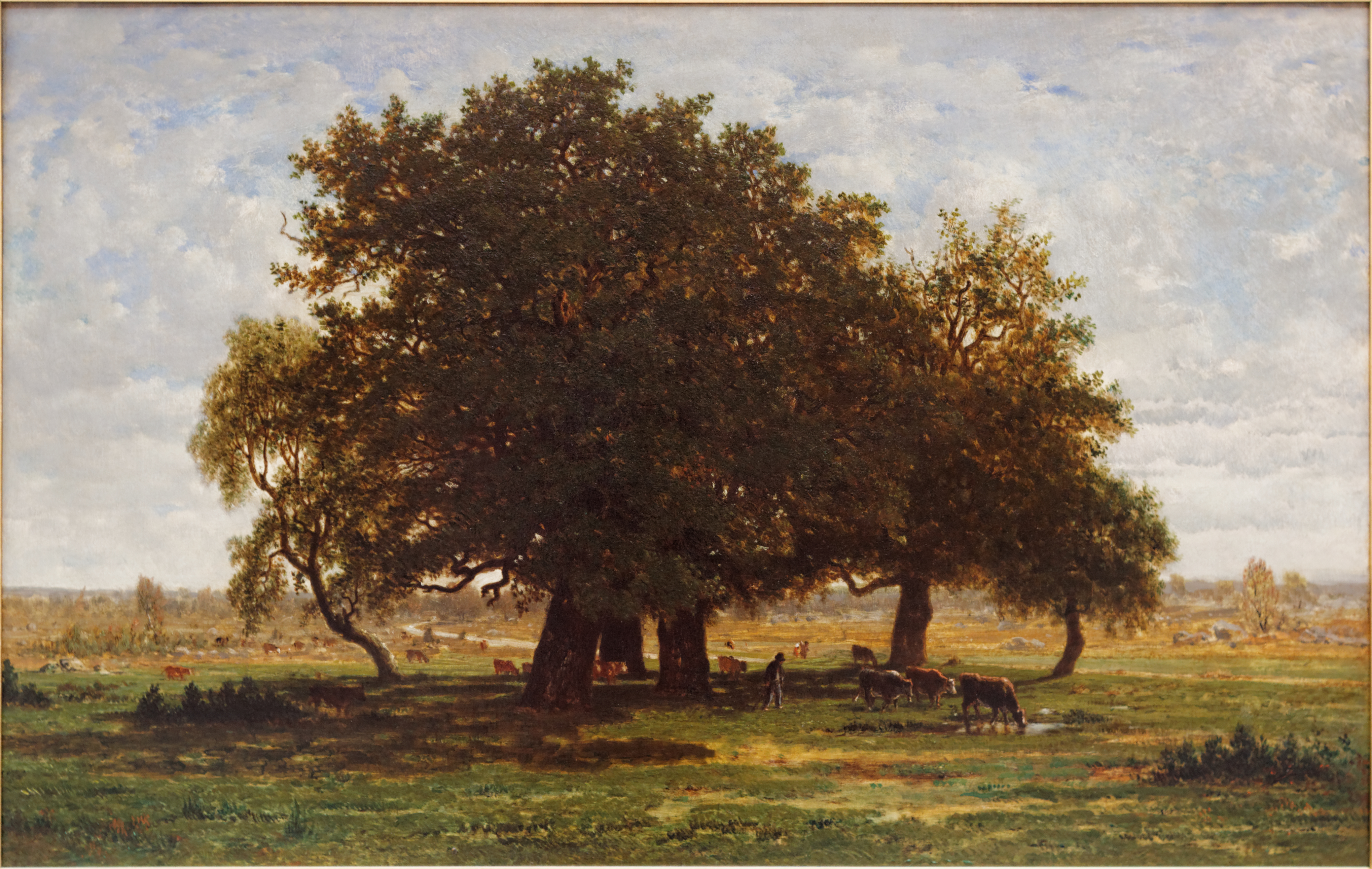
Дуби на плато Апремон, близько 1850–1852. Лувр
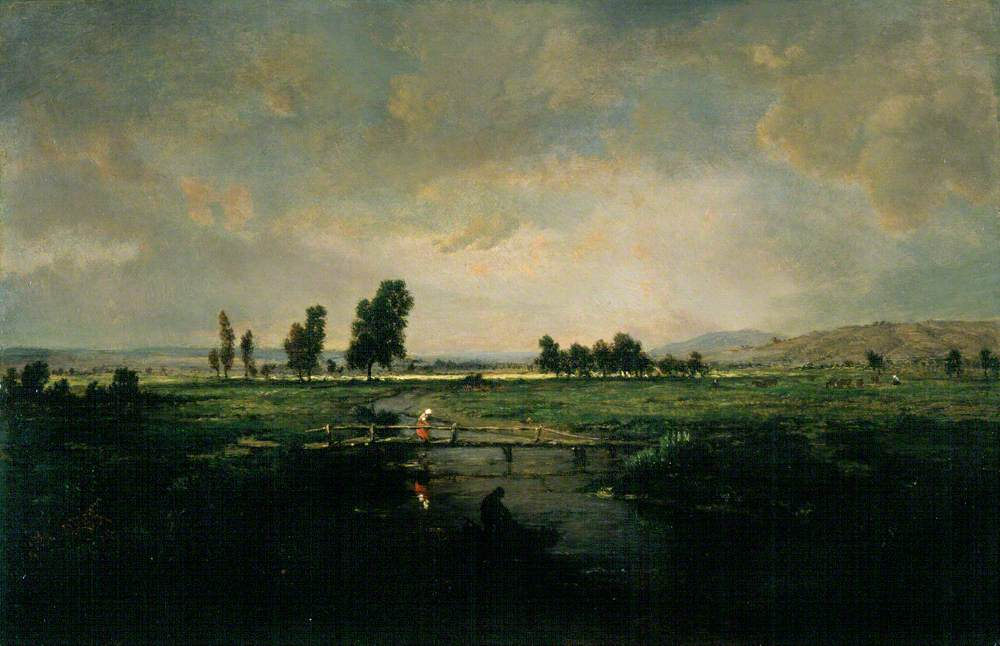
Болото в Ландах, близько 1853. Художня галерея (Абердин)
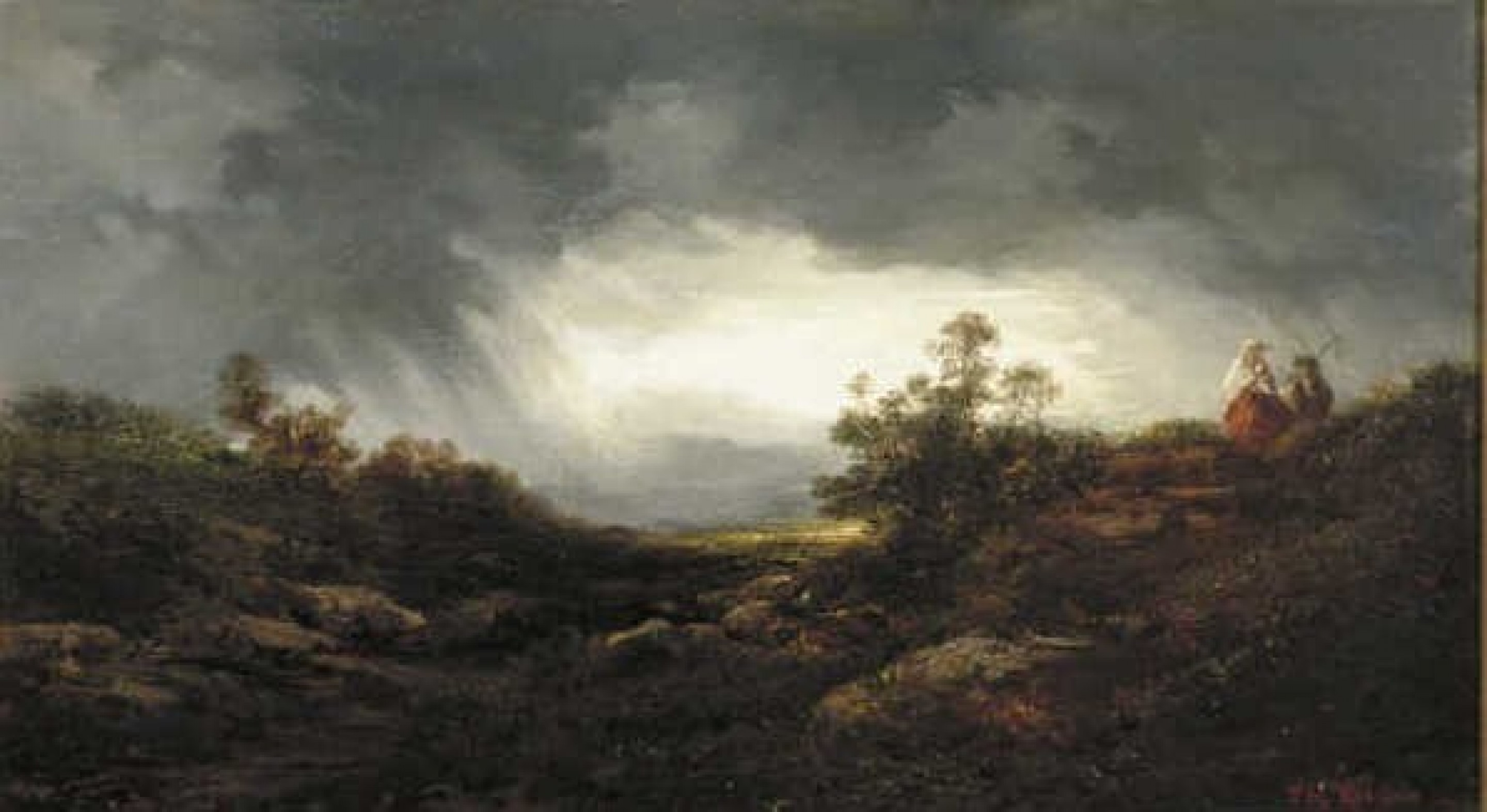
Наближення зливи. Музей Бойманса — ван Бенінгена
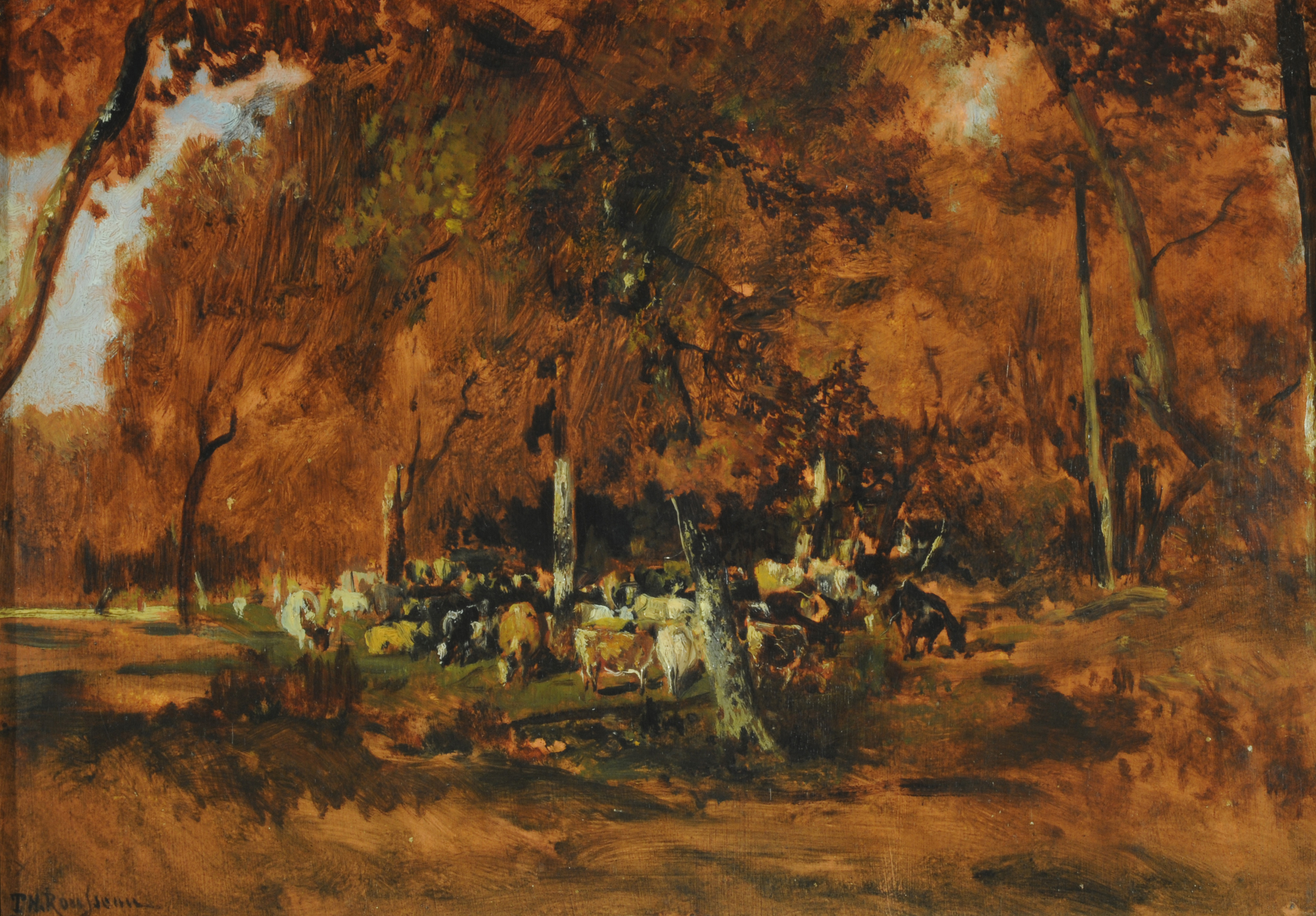
Стадо у лісі. Національний музей образотворчого мистецтва (Аргентина)

### Малюнки

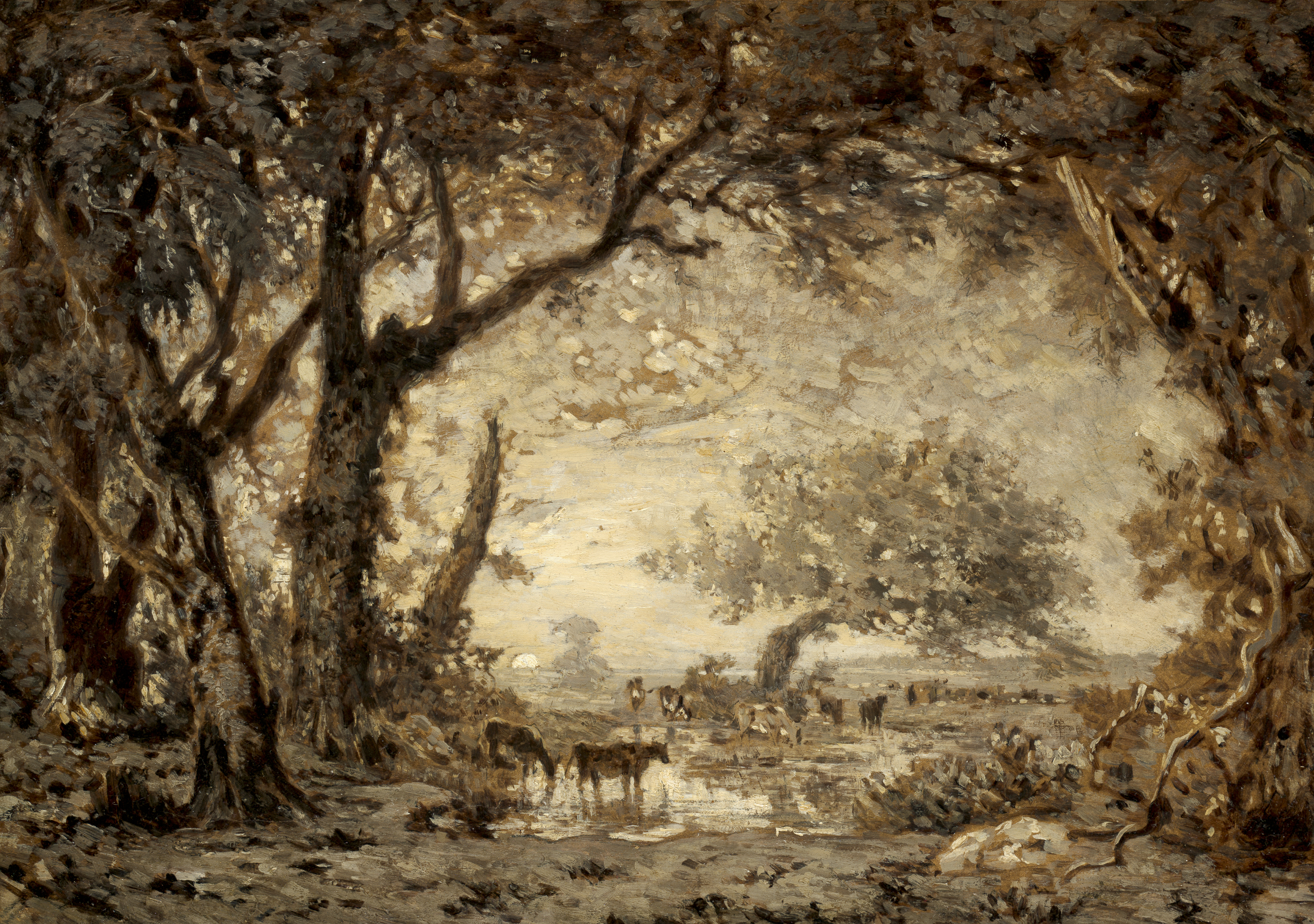
Надвечір'я у лісі Фонтенбло, 1848. Національна галерея мистецтва (Вашингтон)
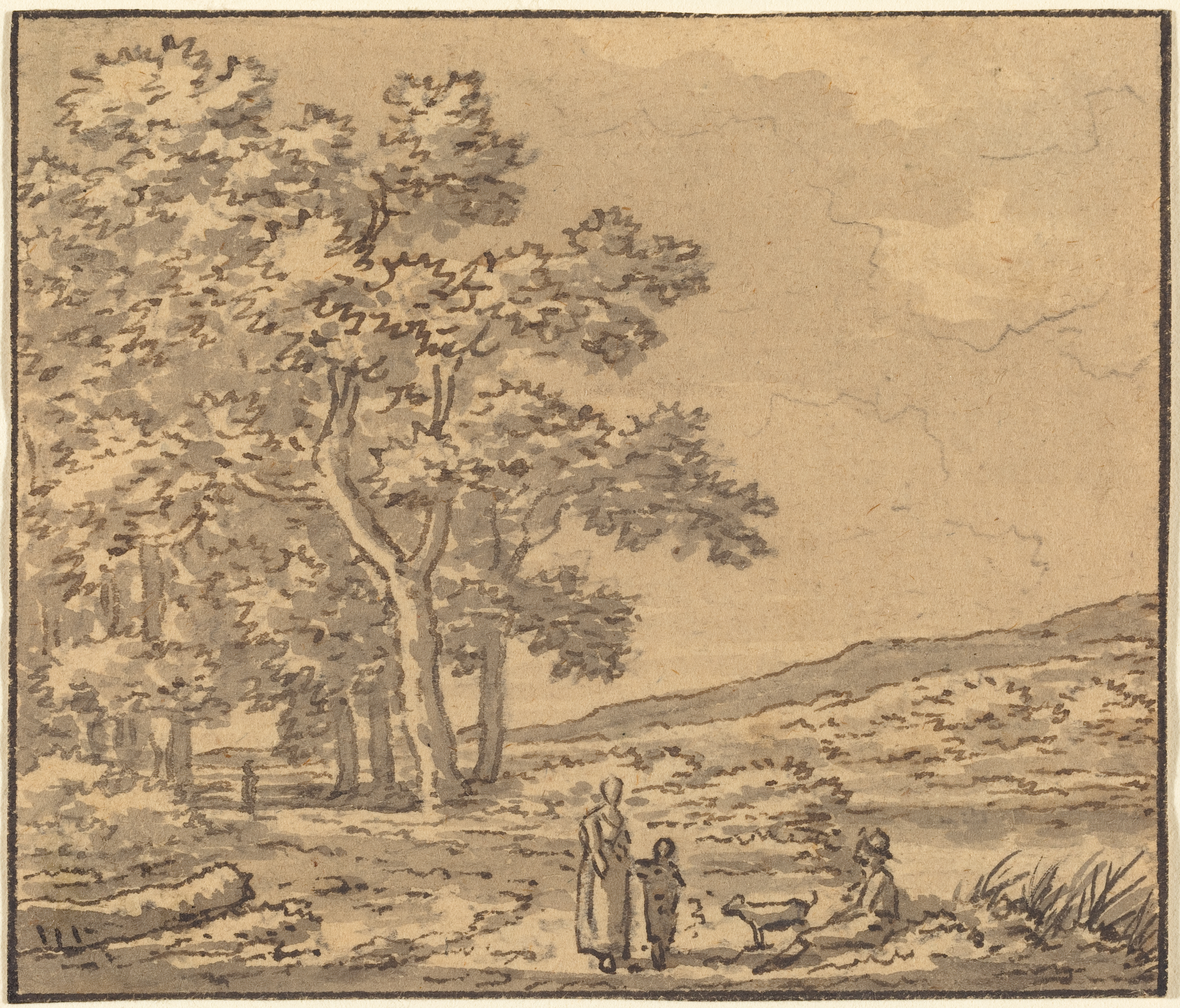
Краєвид з трьома фігурами і собакою. Національна галерея мистецтва (Вашингтон)
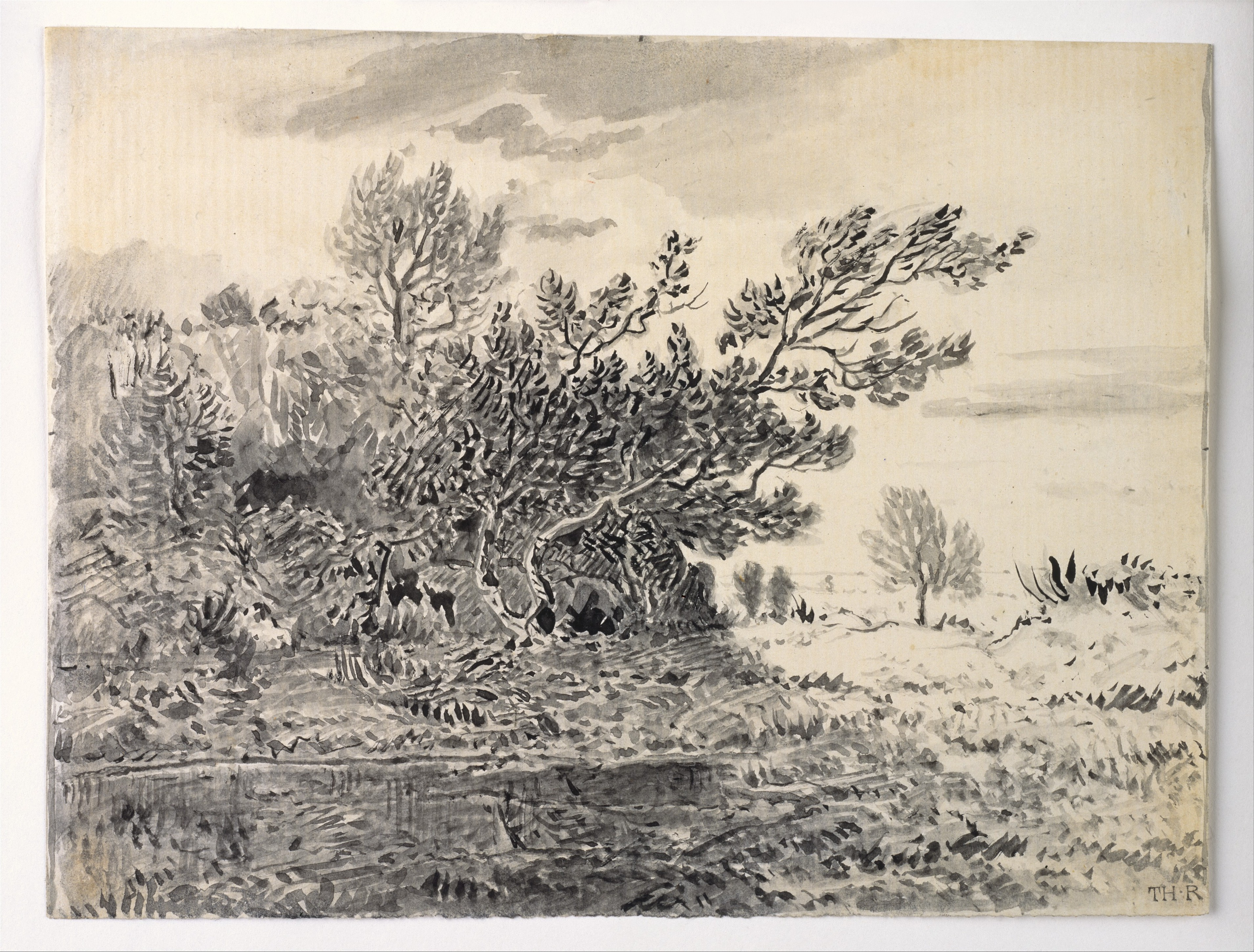
Краєвид  біля ставка, близько 1850. Музей мистецтва Метрополітен
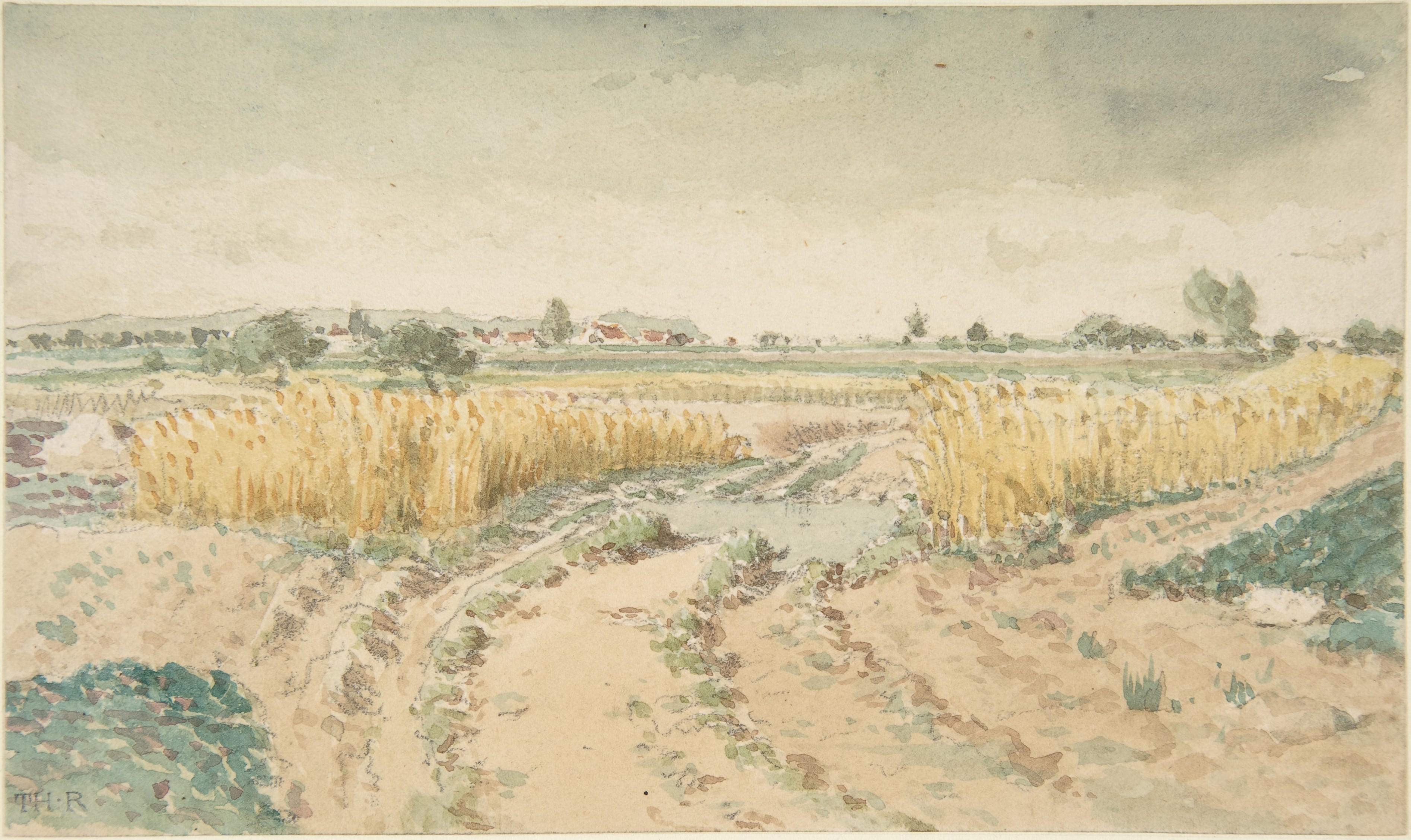
Пшеничні поля, 1865. Музей мистецтва Метрополітен
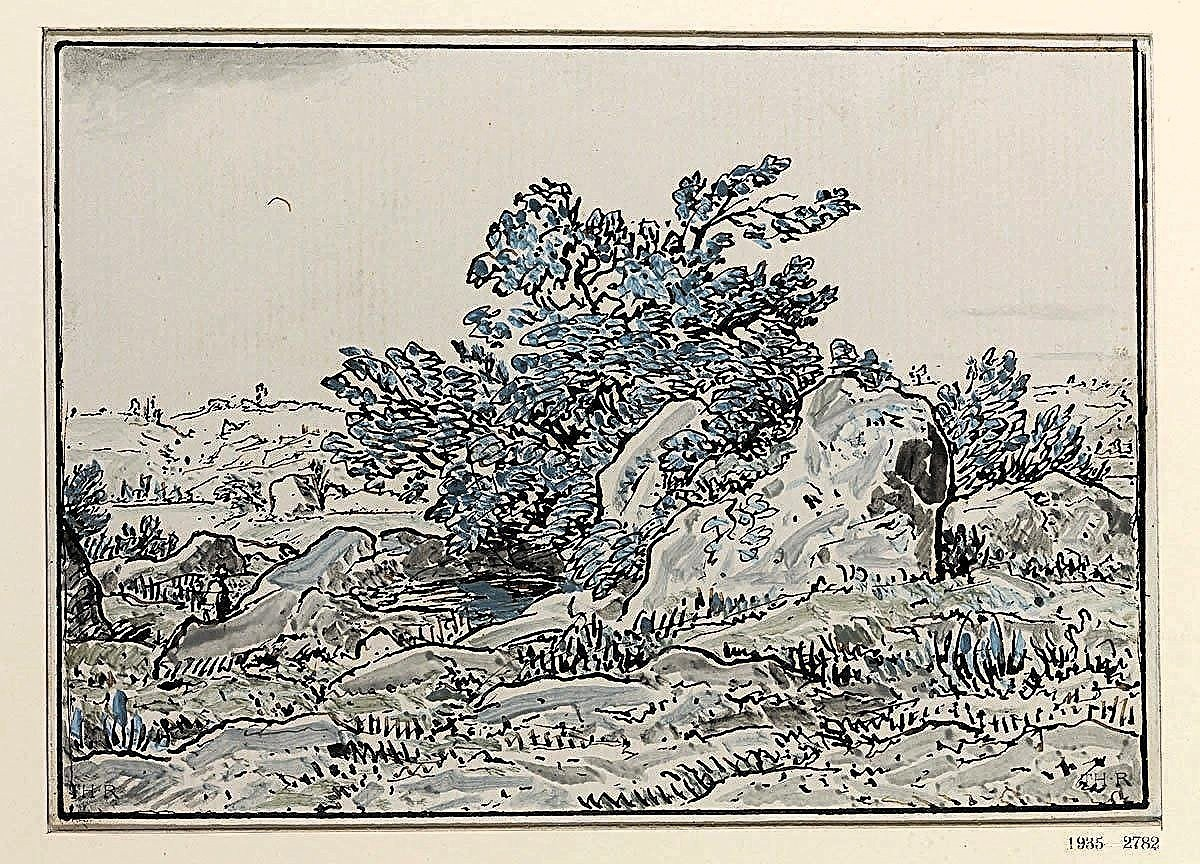
Краєвид зі скелями, порослими чагарником, бл. 1860. Музей образотворчих мистецтв (Будапешт)
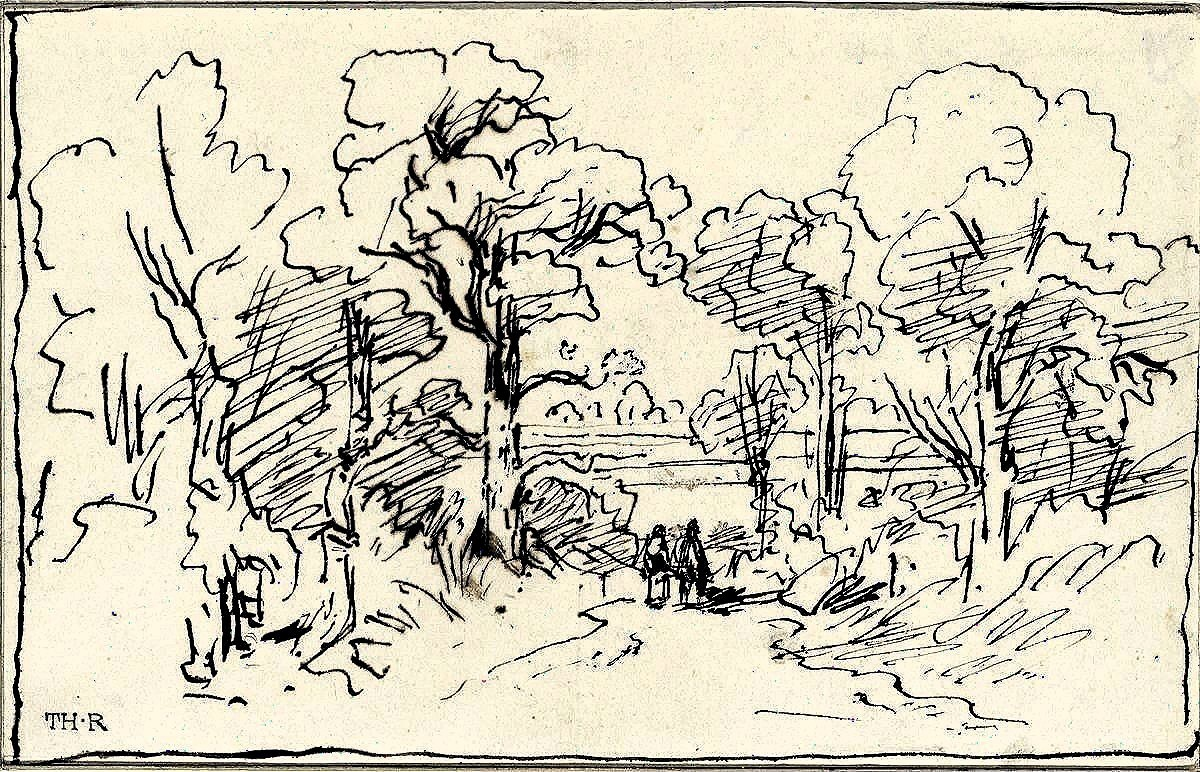
Краєвид з деревами, бл. 1865. Музей образотворчих мистецтв (Будапешт)
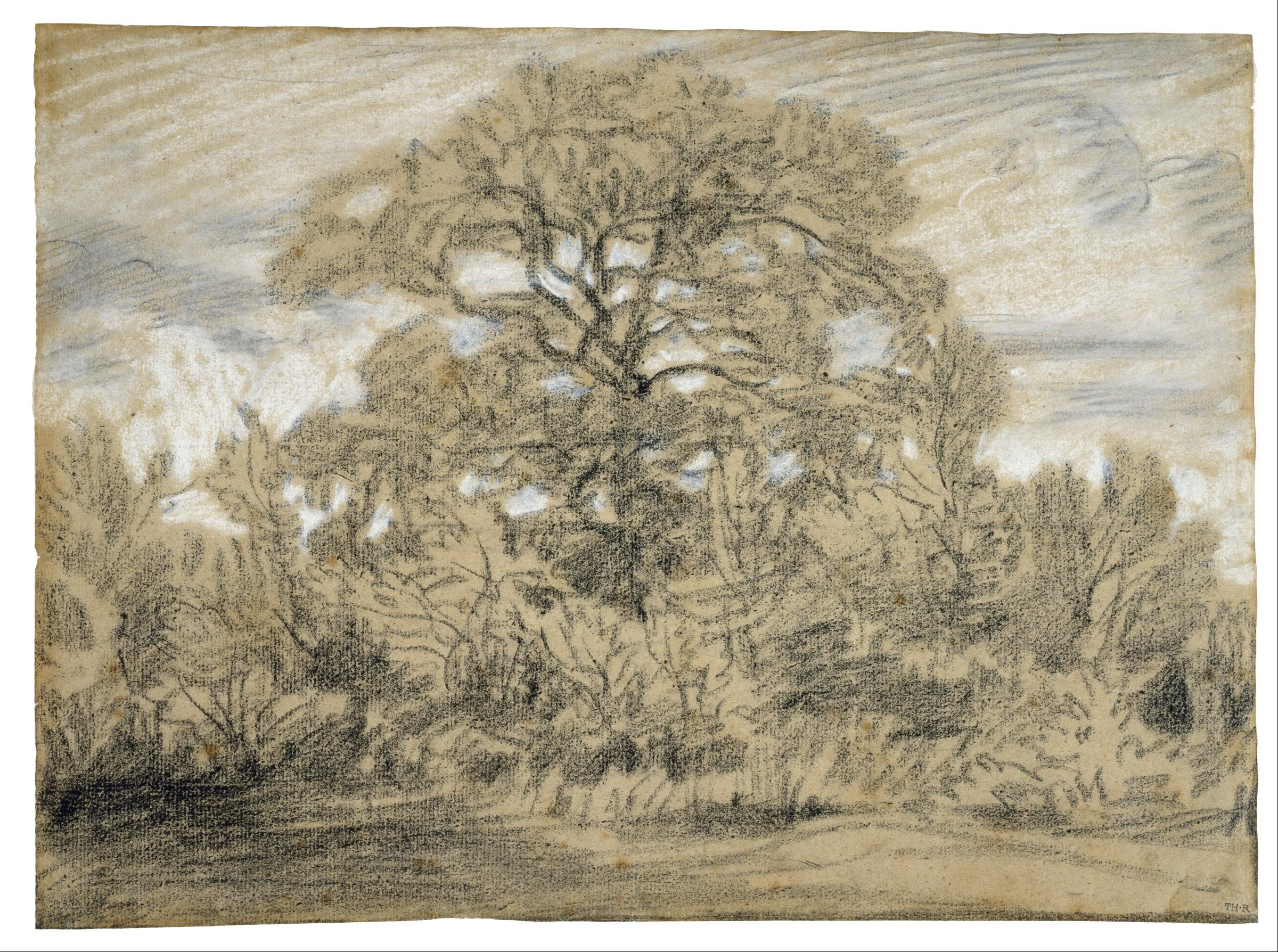
Дуб. Музей витончених мистецтв (Х'юстон)
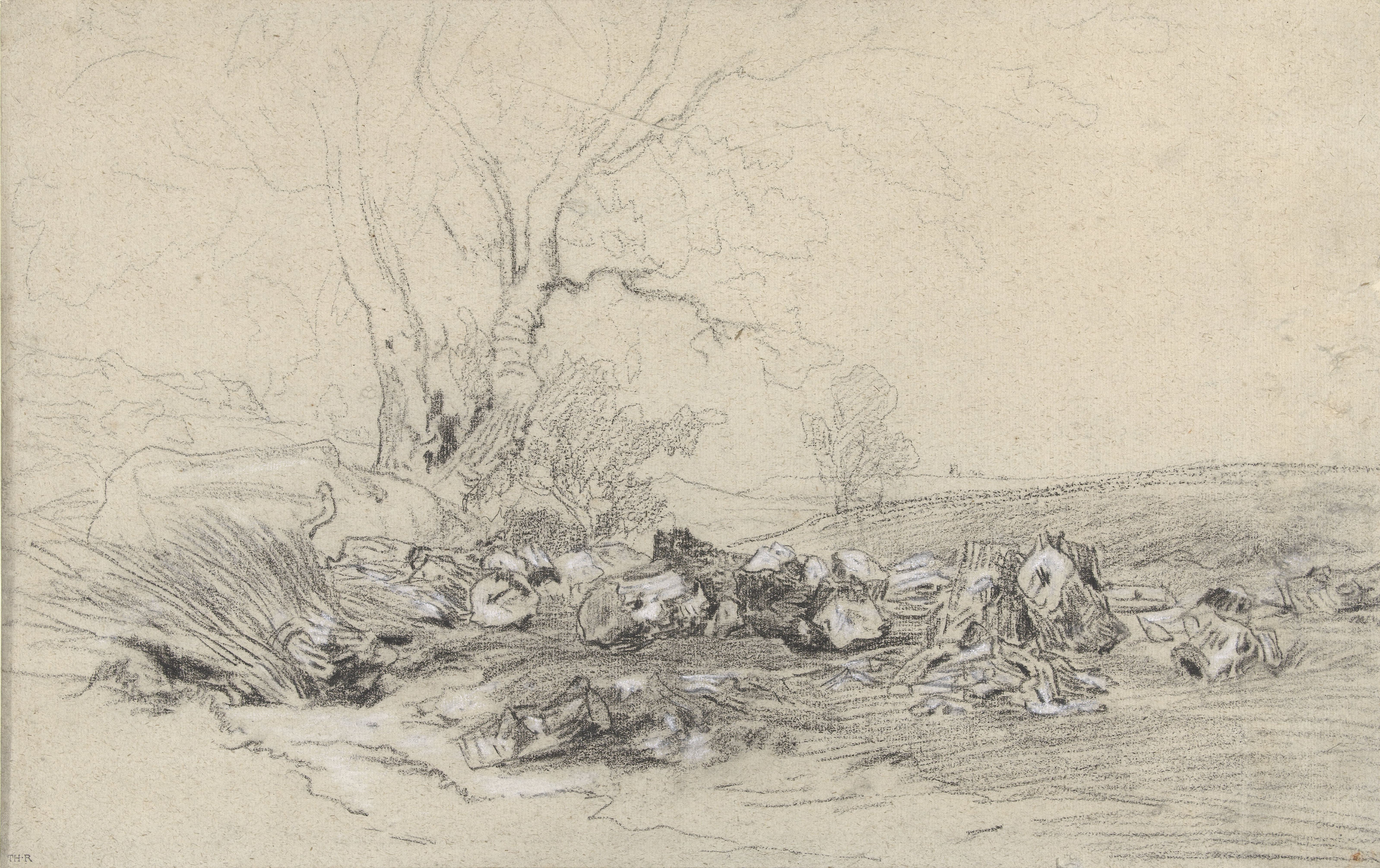
Повалені дерева.Державний музей (Амстердам)